# Synchaeta gyrina
Synchaeta gyrina är en hjuldjursart som beskrevs av Hood 1887. Synchaeta gyrina ingår i släktet Synchaeta och familjen Synchaetidae. Arten är reproducerande i Sverige. Inga underarter finns listade i Catalogue of Life.